# Nina Pandolfo
Nina Pandolfo (* 1977 in Tupã, São Paulo) ist eine brasilianische Graffiti- und Streetart-Künstlerin, Malerin und Plastikerin. International ist sie vor allem unter ihrem Vornamen Nina bekannt, den sie als Künstlernamen verwendet.
Nina gilt in Brasilien als führende weibliche Vertreterin der Urban-Art. Charakteristisch für ihr Werk sind die Darstellungen großäugiger, knallbunter Mädchen. Nina ist mit Otavio Pandolfo, einem der beiden Zwillinge des Künstler-Duos Os Gêmeos, verheiratet. Bei gemeinsamen Arbeiten und Aktionen treten die drei brasilianischen Streetartisten als Os Gêmeos & Nina auf. In Deutschland war Nina unter anderem an der Bemalung der Fußgängerunterführung unter der Münchner Ludwigsbrücke im Jahr 2006 beteiligt. In Wuppertal ist sie mit der Mural Armee der verlorenen Seelen vertreten, die sie gleichfalls im Jahr 2006 gemeinsam mit Os Gêmeos im Rahmen des von Red Bull gesponserten Outsides-Projekts in einem Eisenbahntunnel schuf. Ihre Werke wurden auf zahlreichen Kunstausstellungen vorgestellt und sie nahm und nimmt weltweit an Kunstprojekten, -Festivals und -Aktionen teil.

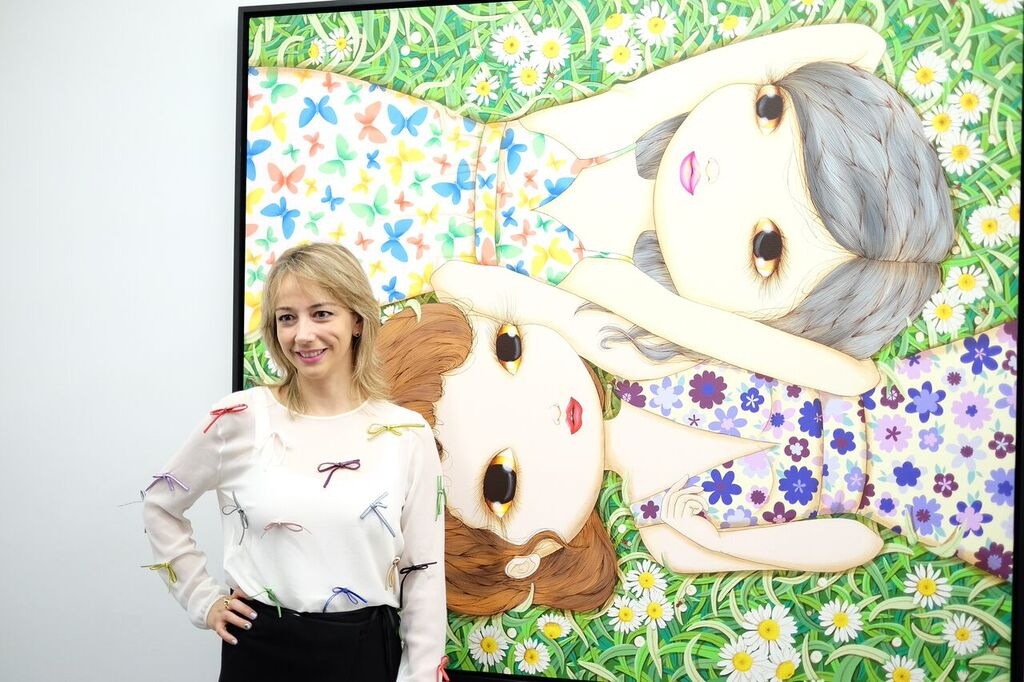
Nina Pandolfo im Jahr 2015 vor einem ihrer typischen Werke

## Künstlerischer Werdegang
Nina wurde 1977 in Tupã, einer Universitätsstadt im Südwesten des brasilianischen Bundesstaats São Paulo, geboren. Sie lebt in São Paulo. Von ihrer kunstliebenden Mutter gefördert und angeleitet, zeichnete und malte Nina bereits als kleines Kind. Im frühen Teenager-Alter fertigte sie erste Bilder auf Leinwänden an und besuchte, neben der allgemeinbildenden institutionellen Schule, eine Schule für Straßentheater. Als sie im Jahr 1991 Wandbilder in den Straßen entdeckte, begann sie, sich für diese künstlerische Ausdrucksform zu interessieren. Sie hatte den Eindruck, dass die Streetartisten das Gleiche machten wie sie selbst, nämlich Kunst draußen, so wie sie in ihrem Straßentheater. Daraufhin nahm sie an ihrem Theater an einem Graffiti-Workshop teil. Der Lehrer allerdings war der Meinung, Graffiti sei nichts für sie – vermutlich, wie sie in einem Interview später sagte, weil sie das einzige Mädchen in dem Workshop war. Frustriert verließ sie den Kurs. Im Jahr 1992 sprayte sie dennoch ihre ersten Graffiti, als sie an der High-School andere Graffiti-Künstler kennenlernte, darunter Otavio Pandolfo, ihren späteren Ehemann. Von ihren Eltern weiter bei ihren Aktivitäten unterstützt, ließ sie sich auch nicht beirren, als einige Jungen in der Straße meinten, was sie da auf den Wänden male, habe mit Graffiti nichts zu tun.

Motive von Nina Pandolfo bei der 2008 entstandenen Gemeinschaftsarbeit „Mural Av.23 de Maio“ in São Paulo

Später ging sie zu großflächigeren Wandbildern über. Dabei, sagte sie 2011, sei ihr Stil immer gleich geblieben, Leinwände und Hauswände seien lediglich unterschiedliche Plattformen. Allerdings bevorzuge sie für viele Werke Hausfassaden. So sei zum Beispiel ihr Bild über die Tragödie im Irak im öffentlichen Raum deutlich besser aufgehoben als in einer Kunst-Galerie. In ihren Werken stellt Nina fast ausschließlich weite, farbenfrohe Landschaften dar, die sie mit frechen, großäugigen Mädchen, ihrem Spielzeug und ihren tierischen Freunden bevölkert. Die fesselnden Charaktere und ihre Aktivitäten sind laut artnet visuelle Verkörperungen der Introspektion Erwachsener und der Träume und Ängste der Kindheit. Mit grenzenlosem Eskapismus drücke Nina die Vision einer besseren Welt aus, die teilweise an die asiatische Schule wie Kaikai Kiki erinnere, wenn sie von dieser Kunstrichtung auch nicht direkt beeinflusst sei. Als eine ihrer markantesten Arbeiten gilt die Bemalung der riesigen Fassade des denkmalgeschützten Kelburn Castle nahe der schottischen Stadt Fairlie, ein Gemeinschaftswerk mit Os Gêmeos aus dem Jahr 2007.
Von einem Fan befragt, warum sie ausschließlich Mädchen darstelle, antwortete Nina, sie sei schließlich selbst ein Mädchen und immer dann, wenn sie versucht habe, Jungen zu zeichnen, hätten die doch wieder wie Mädchen ausgesehen. Wie bereits verschiedentlich in ihrer Kindheit, stellt Nina spätestens seit 2011 von ihren Mädchenfiguren wieder kleinere Plastiken her. Ninas Arbeiten werden auf zahlreichen Ausstellungen und Urban-Art-Events gezeigt. Anlässlich der Ausstellung Nina Pandolfo: Feelings in Newcastle upon Tyne im Jahr 2013 stellte die Lazarides Gallery fest, ihre „Spice Angels Portraits“ bestünden aus Stilelementen von Manga, Bandes desinées und Modeillustration, ausgeführt mit all der grellen und packenden Fantasie der feministischen Novellistin Angela Carter, die für ihren magischen Realismus und ihre Schelmenromane bekannt war. Nina wird weltweit zu Streetart-Festivals, Aktionen und Projekten eingeladen, oft gemeinsam mit Os Gêmeos. Inzwischen gilt Nina als führende Vertreterin der Streetart in Brasilien, von deren Werk sich zahlreiche jüngere Künstlerinnen inspirieren lassen.

## Werke (Auswahl)

### Mural Global, São Paulo 2001
Im Rahmen von Mural Global, einem weltweiten Wandmalprojekt zur Agenda 21, realisierte Nina im Jahr 2001 ein 300 m² großes Wandbild in São Paulo, gemeinsam mit Os Gêmeos und den gleichfalls brasilianischen Graffiti-Künstlern Vitché und Herbert Baglione sowie mit den deutschen Graffiti-Künstlern Codeak, Loomit, DAIM und Tasek. Das Wandbild liegt unter einem Viadukt des Beneficência-Portuguesa-Krankenhauses auf der Avendia 23 de Maio und widmet sich dem Thema Luft, Erde, Wasser und Feuer. Mural Global ist eine Initiative von Farbfieber e. V. Düsseldorf unter Schirmherrschaft der UNESCO. Das Projekt, in dessen Rahmen allein bis 2012 weltweit 80 Wandbilder entstanden, wurde mit dem Innovationspreis Soziokultur 2002 des Fonds Soziokultur ausgezeichnet.

### Ludwigsbrücke, München 2006
Im Mai 2006 initiierte das Kulturreferat der Stadt München in Kooperation mit dem Kreisjugendring München-Stadt (KJR) und dem Baureferat anlässlich des Kulturprogramms zur Fußball-Weltmeisterschaft 2006 ein Street Art-Projekt mit dem Titel Mural GloBALL. Organisiert von der Färberei, der Jugendkultureinrichtung des KJR, schufen Münchner Nachwuchstalente in Zusammenarbeit mit dem Münchner Künstler Loomit, Os Gêmeos & Nina und dem Australier Shime in der Fußgängerunterführung an der Ludwigsbrücke ein Wandbild mit Fußball-Motiven und Bildern der Münchner Stadtgeschichte. Ein Teilbild zeigt die Köpfe einer Zuschauergruppe, unter anderem mit Ninas großäugigen Mädchengesichtern und den für Os Gêmeos typischen gelbstichigen Figuren. In einem weiteren Teilbild der Isarbrücke malte Nina eine riesige surreale Mädchenfigur mit Schmetterlingsflügeln, die auf einem Fußball sitzt.

### Armee der verlorenen Seelen, Wuppertal 2006
Auf dem von Red Bull gesponserten Outsides-Projekt, einer illegalen corporate streetart attack in Wuppertal im Herbst 2006, schufen Os Gêmeos & Nina im stillgelegten Rott-Tunnel die Armee der verlorenen Seelen. Wandbilder mit dreißig menschengroßen Gestalten zeigten Frauen, Männer und Kinder als traurige Kreaturen, deren Trostlosigkeit und Verlorenheit die düstere Atmosphäre des alten Tunnels eindrucksvoll in Szene setzte. Die Figuren mit den für Os Gêmeos typischen gelbstichigen Gesichtern und dürren Gliedmaßen sowie den Nina-typischen großäugigen, knallbunten Mädchen sollten das Grauen des Zweiten Weltkriegs spiegeln. Das Kunstwerk wurde im Jahr 2010 auf Initiative des gemeinnützigen Vereins Wuppertalbewegung aus stadtplanerischen Gründen (Umwandlung der 22 Kilometer langen Trasse der stillgelegten Wuppertaler Nordbahn zu einem Fuß- und Radweg) vernichtet.

## Ausstellungen und Projekte (Listenübersicht, Auswahl)
Nina Pandolfo war unter anderem auf folgenden Ausstellungen und Kunstprojekten, -Festivals oder -Aktionen vertreten:
- 1995: AMA (Assistência Médica Ambulatorial), Mural, São Paulo, Brasilien
- 1998: DULOCO Festival, Workshop, SESC Pompéia, São Paulo, Brasilien
- 1999: Market of art, Pompéia, São Paulo, Brasilien
- 1999: Um minuto de silêncio, Ausstellung FUNARTE, São Paulo, Brasilien
- 2000: MAM, Museum Mural, São Paulo, Brasilien
- 2000: São Paulo Biennial 50th Anniversary, Fundação Bienal de São Paulo, São Paulo, Brasilien
- 2001: Mural Global, São Paulo, Brasilien
- 2002: I Don’t Know, Ausstellung in der Färberei, München
- 2002: Schlachthof, Mural, Wiesbaden
- 2002: Toleranci, Galerie Ecureuil, Niort, Frankreich
- 2002: Canvars, Gruppenausstellung, Kassel
- 2002: Global Graffiti Art, Galerie Anne Moerchen, Hamburg
- 2002: Urban Discipline 2002, Bavaria-Hallen, St. Pauli, Hamburg.[20]
- 2002: Chromopolis, fünf große Murals für die Olympischen Sommerspiele 2004 in Athen, Piräus, Patras, Kalamata, Volos, Chania, Griechenland
- 2002: Fair of the 10th Maratona de revezamento do Pão de Açúcar, Ausstellung, São Paulo, Brasilien
- 2003: Jujuba & Lollipop, Einzelausstellung, ICBRA (Instituto Cultural Brasileiro na Alemanha) Galerie, Berlin
- 2003: Festimad, Dekoration und Workshop, Madrid, Spanien
- 2003: Montana Colors, Dekoration einer „Spray factory“, Barcelona, Spanien
- 2003: Cuba-Brasil, Wandbilder in verschiedenen kubanischen Städten, Kuba
- 2003: Feira de Arte da Pompéia, Mural, São Paulo, Brasilien
- 2004: Regellos, Halle2 Galerie, Heidelberg
- 2004: Feira de Arte da Pompéia, Mural, São Paulo, Brasilien
- 2004: Me nina, exhibitions and lectures, Universidade Anhembi Morumbi, São Paulo, Brasilien
- 2004: Expresso Arte, Bemalung von CPTM-Zügen und Bahn-Stationen, São Paulo, Brasilien
- 2004: Gra(ff)ite, Crewest Gallery, Alhambra, Kalifornien, USA
- 2004: Something Else, Vinyl Factory Gallery, London, England
- 2005: Sub-Glob, Kunsthalle Örebro, Örebro, Schweden
- 2005: Art Meeting, Tokio, Japan
- 2005: Art Meeting, Athen, Griechenland
- 2005: Kunstpark Ost, München
- 2005: BackJumps Festival, Künstlerhaus Bethanien, Berlin
- 2006: New Voices in Urban, Street and Outsider Art, Carmichael Gallery, Los Angeles, USA
- 2006: Wholetrain, Rio de Janeiro, Brasilien
- 2006: 9th Havana Biennale, Havanna, Kuba
- 2006: Outsides, Wuppertal
- 2006: Ruas, Itaú Cultural, São Paulo, Brasilien
- 2007: Wholetrain Project, Nordeste Tour: Recife, Natal und João Pessoa, Brasilien
- 2007: Beyond Street Art, Düsseldorf
- 2007: The Graffiti Project, Glasgow, Schottland (Bemalung des Kelburn Castle)
- 2007: 2ndSkin, interference in photograph, Chácara do Joquey Club de São Paulo, São Paulo, Brasilien
- 2007: Ginga Tropicália, Gruppenausstellung, Miami, USA
- 2008: Between Us, Galerie Maskara, Mumbai, Indien
- 2008: Aos Nossos Olhos, Galeria Leme, São Paulo, Brasilien
- 2009: The Wynwood Walls, Deitch Projects x Goldman Properties, Miami, USA
- 2009: Graffiti Gone Global, SushiSamba, Miami Beach, USA
- 2009: Queens Arrive, McCaig-Welles Gallery, New York, USA
- 2010: Life’s Flavor, Carmichael Gallery of Contemporary Art, Los Angeles, USA
- 2010: 1ª Bienal Internacional, Graffiti Fine Art, Museu Brasileiro da Escultura (MUBE), São Paulo, Brasilien
- 2010: Transfer, Arte Urbana e Contemporânea/Transferências e Transformações Pavilhão das Culturas Brasileiras, Parque do Ibirapuera, São Paulo, Brasilien
- 2010: Desafiando Sonhos (Defying Dreams), Galeria Leme, São Paulo, Brasilien
- 2010: Re-Creation II, Ogilvy Gallery, New York, USA
- 2012: Nina Pandolfo: Feelings, Lazarides Gallery, London, England.
- 2013: Nina Pandolfo: Feelings, The Outsiders Gallery/Lazarides Gallery, Newcastle upon Tyne, England.
- 2013: Serendipity (Einzelausstellung), Galeria Leme, São Paulo, Brasilien
- 2015: Little things for life, Coburn Projects, New York City, New York